# Патино
Патино — деревня в Череповецком районе Вологодской области.
Входит в состав Нелазского сельского поселения, с точки зрения административно-территориального деления — в Нелазский сельсовет.
Расстояние по автодороге до районного центра Череповца — 33 км, до центра муниципального образования Шулмы — 9 км. Ближайшие населённые пункты — Панфилка, Нелазское, Поповка.
По переписи 2002 года население — 43 человека (22 мужчины, 21 женщина). Всё население — русские.